# Grand Prix automobile des Frontières 1937
Le Grand Prix automobile des Frontières 1937 est un Grand Prix qui s'est tenu à Chimay le 15 mai 1937.

## Grille de départ
| 1re ligne | Pos. 2             | Pos. 1            |
| --------- | ------------------ | ----------------- |
|           | Porthault Delahaye | Ruesch Alfa Romeo |
| 2e ligne  | Pos. 4             | Pos. 3            |
|           | Levegh Bugatti     | Legat Bugatti     |
| 3e ligne  | Pos. 6             | Pos. 5            |
|           | Benazet Delahaye   | Roumani Bugatti   |
| 4e ligne  |                    | Pos. 7            |
|           |                    | Bougard Amilcar   |

## Classement de la course
| Pos. | no | Pilote           | Écurie           | Châssis          | Tours | Temps/Abandon            | Grille |
| ---- | -- | ---------------- | ---------------- | ---------------- | ----- | ------------------------ | ------ |
| 1    | 4  | Hans Ruesch      | Hans Ruesch      | Alfa Romeo 8C-35 | 10    | 49 min 49 s (130,9 km/h) | 1      |
| 2    | 20 | Arthur Legat     | Arthur Legat     | Bugatti Type 35B | 10    | + 3 min 33 s             | 3      |
| 3    | 16 | Pierre Levegh    | Pierre Levegh    | Bugatti Type 57  | 10    | + 5 min 23 s             | 4      |
| 4    | 18 | Daniel Porthault | Daniel Porthault | Delahaye 135     | 10    | + 6 min 31 s             | 2      |
| 5    | 12 | Paul Benazet     | Paul Benazet     | Delahaye 135     | 10    | + 8 min 11 s             | 6      |
| 6    | 14 | Michel Roumani   | Michel Roumani   | Bugatti Type 35B | 10    | + 9 min 25 s             | 5      |
| Abd. | 22 | Léon Bougard     | Léon Bougard     | Amilcar CGS      | ?     |                          | 7      |
| Np.  | 8  | Guido Barsotti   | Guido Barsotti   | Alfa Romeo Monza |       | Accident aux essais      |        |
| Np.  | 6  | Herbert Berg     | Herbert Berg     | Alfa Romeo Monza |       |                          |        |

- Légende: Abd.=Abandon - Np.=Non partant.

## Pole position et record du tour
- Pole position :  Hans Ruesch par tirage au sort.
- Meilleur tour en course :  Hans Ruesch (Alfa Romeo) en 4 min 49 s (135,4 km/h).